# Må jagh olyckon eij undgåå
Må jagh olyckon eij undgåå (tyska: Mag ick Unglück nicht widerstahn) är en tysk psalm skriven av Martin Luther. Psalmen är tillägnad Maria av Habsburg Den översattes till svenska av okänd person.

## Publicerad i
- Göteborgspsalmboken under rubriken "Om Tröst i Bedröfwelse".[2]
- Den svenska psalmboken 1694 som nummer 331 under rubriken "Psalmer i Bedröfwelse/ Kors och Anfächtning".
- 1695 års psalmbok som nummer 284 under rubriken "Psalmer i Bedröfwelse / Korss och Anfächtning".[1]